# Bob Haney
Compléments
Teen Titans
Bob Haney (né le 15 mars 1926 à Philadelphie et mort le 25 novembre 2004 à La Mesa) est scénariste de comics américain. C'est un auteur de l'Âge d'argent des comics et créateur de Teen Titans, Metamorpho pour DC Comics.

## Œuvres
- Aquaman
- Blackhawk
- Detective Comics
- Our Army At War
- GI Combat
- The Brave and the Bold
- World's Finest Comics
- Showcase
- Sea Devils (comics)
- Star Spangled War Stories
- Doom Patrol cocréateur (les droits auteurs sont disputés)

## Créations
- Teen Titans cocréateur Bruno Premiani
- B'wana Beast cocréateur avec Mike Sekowsky
- Metamorpho
- Eclipso
- Count Vertigo cocréateur avec Vince Colletta & George Tuska
- Copperhead (DC Comics)
- Super-Sons cocréateur avec Dick Dillin

## Autres média
- 1966 : The New Adventures of Superman (animation)
- 1985 : Cosmocats
- 1986 : SilverHawks

## Prix et distinctions
- 2011 : Prix Bill Finger (posthume)